# Kurihara Yuki
Yuki Kurihara (sinh ngày 10 tháng 5 năm 1990) là một cầu thủ bóng đá người Nhật Bản.

## Sự nghiệp câu lạc bộ
Yuki Kurihara đã từng chơi cho Montedio Yamagata.